# Shinsaku Mochidome
Shinsaku Mochidome (持留 新作 Mochidome Shinsaku?), född 29 april 1988 i Ehime prefektur, är en japansk fotbollsspelare.
Mochidome började sin karriär 2007 i Ehime FC. Efter Ehime FC spelade han för V-Varen Nagasaki, Kamatamare Sanuki och Sagawa Printing. Han avslutade karriären 2015.